# Eugen Baumann
Eugen Baumann (12 de desembre de 1846, Cannstadt, Stuttgart – 3 de novembre de 1896) fou un químic alemany que sintetitzà el clorur de polivinil (PVC) i, juntament amb Carl Schotten, descobrí la reacció de Schotten-Baumann.

## Biografia
Després d'estudiar secundària a Stuttgart treballà a la farmàcia del seu pare al mateix temps que seguia les lliçons de química de Hermann von Fehling a la Universitat de Stuttgart. Després, per completar la seva formació, anà a treballar a farmàcies de Lübeck i Göteborg. Finalment estudià farmàcia a la Universitat de Tübingen, on el 1872 es doctorà amb un treball conjunt amb Felix Hoppe-Seyler.
Seguí a Hoppe-Seyler a la Universitat d'Estrasburg on aconseguí ser professor el 1876. El mateix anys, Emil du Bois-Reymond li oferí ser el cap del departament de química de l'Institut de Fisiologia de Berlín. El 1882, Baumann es convertí en professor de medicina a aquest institut i també aconseguí una plaça de professor a la Universitat de Freiburg. Morí als 49 anys per una malaltia cardíaca.

## Obra
Baumann descobrí la font dels composts aromàtics de l'orina identificant-la com l'aminoàcid tirosina. Destacà en la química dels composts amb sofre on sintetitzà tioacetals i tiocetals, alguns dels quals foren emprats posteriorment com anestèsics. Amb el seu grup d'investigadors descobrí que la tiroxina és la substància activa de la glàndula tiroidea. Descobrí un mètode per a la síntesi d'amides a partir d'amines i clorurs d'àcid, juntament amb Carl Schotten, reacció coneguda com la reacció de Schotten-Baumann. El 1872 descobrí de forma accidental del clorur de polivinil, descobert ja el 1838 per Henri Victor Regnault però aquest no comprengué el seu descobriment. Baumann fou el primer que aconseguí sintetitzar-lo de forma plàstica.